# Загуляев, Алексей Константинович
Алексе́й Константи́нович Загуля́ев (6 октября 1924, Мелекесс — 24 мая 2007, Санкт-Петербург) — советский и российский энтомолог, один из ведущих специалистов по систематике молевидных чешуекрылых. Заслуженный деятель науки Российской Федерации (2001).

## Биография
Родился 6 октября 1924 года в городе Мелекесс Самарской губернии. Оба родителя преподавали биологию, мать — в средней школе, отец — в сельскохозяйственном и педагогическом институтах.
На увлечение насекомыми большую роль оказало знакомство с Александром Александровичем Любищевым. В 1939 году Загуляев участвовал во Всесоюзной выставке с коллекцией насекомых Ульяновской области. В 1942 году сразу после окончания школы Алексей Константинович был призван в армию. Прошёл курс подготовки в Вольском военном училище химической защиты. В 1943 году был направлен на фронт, участвовал в боях по освобождению Украины, Молдавии, Венгрии и Австрии. Был дважды контужен и награждён многими боевыми наградами
В 1946 году поступил в МГУ. Дипломную работу на тему «Материалы по систематике и экологии молей — вредителей шерсти и пушнины» выполнял под руководством Евгения Сергеевича Смирнова. После окончания университета, в 1951 году поступил в аспирантуру Зоологического института АН СССР. В 1954 году защитил кандидатскую диссертацию на тему «Обзор палеарктических представителей молей подсемейства Tineinae». В 1952 году в Зоологическом институте организовал школьный кружок юных натуралистов, которым руководил до 2005 года. С 1957 во 1960 годы был секретарём Всесоюзного энтомологического общества. В 1975 году защитил докторскую диссертацию. В 2001 году присвоено звание Заслуженный деятель науки Российской Федерации.
Умер 24 мая 2007 в Санкт-Петербурге

## Научные достижения
Принимал участие в многочисленных экспедициях в тропики южного Китая, Дальний Восток, Кольский полуостров, Крым, Закарпатье, Кавказ и Среднюю Азию. Входил в состав научного совета по биоповреждениям АН СССР. Он выявил адаптации и эволюционные закономерности формирования фауны вредителей запасов. Описал более 200 таксонов чешуекрылых. Член диссертационного совета при Зоологическом институте. Руководил подготовкой 15 кандидатских диссертаций.

## Избранные публикации
Алексей Константинович Загуляев автор 167 публикаций, в том числе шести томов Фауны СССР:

### Монографии
- Загуляев А. К. Моли — вредители меха, шерсти и борьба с ними. — М.—Л.: Издательство академии наук СССР, 1958. — 195 с.
- Загуляев А. К. Настоящие моли (Tineidae). Ч. 3. Подсемейство Tineinae // Фауна СССР. Насекомые чешуекрылые. — М.—Л.: Издательство АН СССР, 1960. — Т. 4, вып. 3. — 268 с. — (Новая серия № 78).
- Загуляев А. К. Моли и огневки - вредители зерна и продовольственных запасов. — М.—Л.: Наука, 1965. — 271 с.
- Загуляев А. К. Настоящие моли (Tineidae). Ч. 2. Подсемейство Nemapogoninae // Фауна СССР. Насекомые чешуекрылые. — М.—Л.: Издательство АН СССР, 1964. — Т. 4, вып. 2. — 424 с. — (Новая серия № 86).
- Загуляев А. К. Настоящие моли (Tineidae). Ч. 4. Подсемейство Scardiinae // Фауна СССР. Насекомые чешуекрылые. — Л.: Наука, 1973. — Т. 4, вып. 4. — 128 с. — (Новая серия № 104).
- Загуляев А. К. Настоящие моли (Tineidae). Ч. 5. Подсемейство Myrmecozelinae // Фауна СССР. Насекомые чешуекрылые. — Л.: Наука, 1975. — Т. 4, вып. 5. — 429 с. — (Новая серия № 108).
- Загуляев А. К. Настоящие моли (Tineidae). Ч. 6. Подсемейство Meessiinae // Фауна СССР. Насекомые чешуекрылые. — Л.: Наука, 1979. — Т. 4, вып. 6. — 408 с. — (Новая серия № 119).
- Загуляев А. К. Злаковые стеблевые моли. Семейства Ochsenheimeriidae и Eriocottidae // Фауна СССР. Насекомые чешуекрылые. — Л.: Наука, 1988. — Т. 4, вып. 7. — 302 с. — (Новая серия № 135).

### Статьи
- Загуляев А. К. Восточная шубная моль (Lepidoptera, Tinaeidae) - новый вид моли из Приморской области // Зоологический журнал : Журнал. — 1952. — Т. 51, № 2. — С. 284—287. — ISSN 0044-5134.
- Загуляев А. К. Ревизия палеарктических молей рода Nemopogon Schr. (Lepidoptera, Tinaeidae) // Энтомологическое обозрение : журнал. — 1962. — Т. 41, № 1. — С. 182—189. — ISSN 0367-1445.
- Загуляев А. К. Новый род грибных молей (Lepidoptera, Nemapogoninae, Tinaeidae) // Труды Зоологического института : журнал. — 1962. — Т. 30. — С. 330—336. — ISSN 0206-0477.
- Загуляев А. К. Моли и огнёвки - вредители запасов // Защита растений : журнал. — 1964. — № 9. — С. 27—30. — ISSN 0044-1864.
- Загуляев А. К., Синёв С. Ю. Новое семейство низших чешуекрылых Catapterigidae (Lepidoptera, Danconypha) // Энтомологическое обозрение : журнал. — 1988. — Т. 67, № 3. — С. 593—601. — ISSN 0367-1445.
- Загуляев А. К. К фауне пальцекрылых (Lepidoptera, Pterophoridae) Средней Азии // Труды Всесоюзного энтомологического общества : журнал. — 1986. — Т. 67. — С. 76—94. — ISSN 1605-7678.

## Таксоны названные в честь Загуляева
В честь Загуляева названы восемь насекомых:
- Monopis zagulajevi Gaedike, 2000
- Ducetia zagulajevi Gorochov, 2001
- Septuaginta zagulajevi Ustjuzhanin, 1996
- Yponomeuta zagulajevi Gershenzon, 1977
- Episymploce zagulajevi (Bei-Bienko, 1969)
- Filatima zagulajevi Anikin & Piskunov, 1996
- Ochromolopis zagulajevi Budashkin & Satshkov, 1991
- Scrobipalpa zagulajevi Lvovsky & Piskunov, 1989